# همیشه اینطوری خودمونو به یاد خواهیم داشت
«همیشه اینطوری خودمونو به یاد خواهیم داشت» (به انگلیسی: Always Remember Us This Way) ترانه‌ای از فیلم ۲۰۱۸ ستاره‌ای متولد شده‌است و آلبوم موسیقی متنش با همین نام است که توسط لیدی گاگا اجرا شده‌است. این ترانه از تاریخ ۴ ژانویه ۲۰۱۹ به عنوان دومین تک‌آهنگ از موسیقی متن فیلم در مناطق انتخاب شده به صورت محدود منتشر شد. این ترانه توسط لیدی گاگا، ناتالی همبی، هیلری لینزی و لوری مک کنا نوشته شده و دیو کاب و لیدی گاگا آن را تهیه کرده‌اند.
این ترانه نامزد دریافت جایزه گرمی برای ترانه سال در سال ۲۰۲۰ شد که دومین نامزدی ترانه بعد از «کم‌عمق» در سال ۲۰۱۹ بود.